# Красна Зорька (Ульяновська область)
Красна Зорька (рос. Красная Зорька) — село в Бариському районі Ульяновської області Російської Федерації.
Населення становить 310 осіб. Входить до складу муніципального утворення Земляничненське сільське поселення.

## Історія
Від 2004 року входить до складу муніципального утворення Земляничненське сільське поселення.

## Населення
| 2010 |
| ---- |
| 310  |